# Mroczna Wieża IV: Czarnoksiężnik i kryształ
Czarnoksiężnik i kryształ (ang. Wizard and Glass) – czwarty tom ośmioczęściowego cyklu powieści Stephena Kinga, opublikowany przez wydawnictwo Donald M. Grant w 1997 roku.
Inspiracją dla serii był poemat Roberta Browninga Sir Roland pod Mroczną Wieżą stanął. Książka jest kontynuacją trzeciego tomu sagi.

## Wydanie polskie
Powieść tę wydawano w Polsce czterokrotnie. Pierwsze polskie wydanie ukazało się w 2003 roku nakładem wydawnictwa Albatros; liczyło 816 stron (ISBN 83-7359-025-0). To samo wydawnictwo wydało także dwa inne wydania, z 2008 i 2011 roku; one również liczyły 816 stron (ISBN 978-83-7359-600-9). Wydawnictwo przygotowane przez Świat Książki ukazało się w 2003 roku, licząc 814 stron (ISBN 83-7391-173-1). Autorem przekładu do wszystkich wyżej wymienionych wydań jest Krzysztof Sokołowski.